# Mazepa (film)

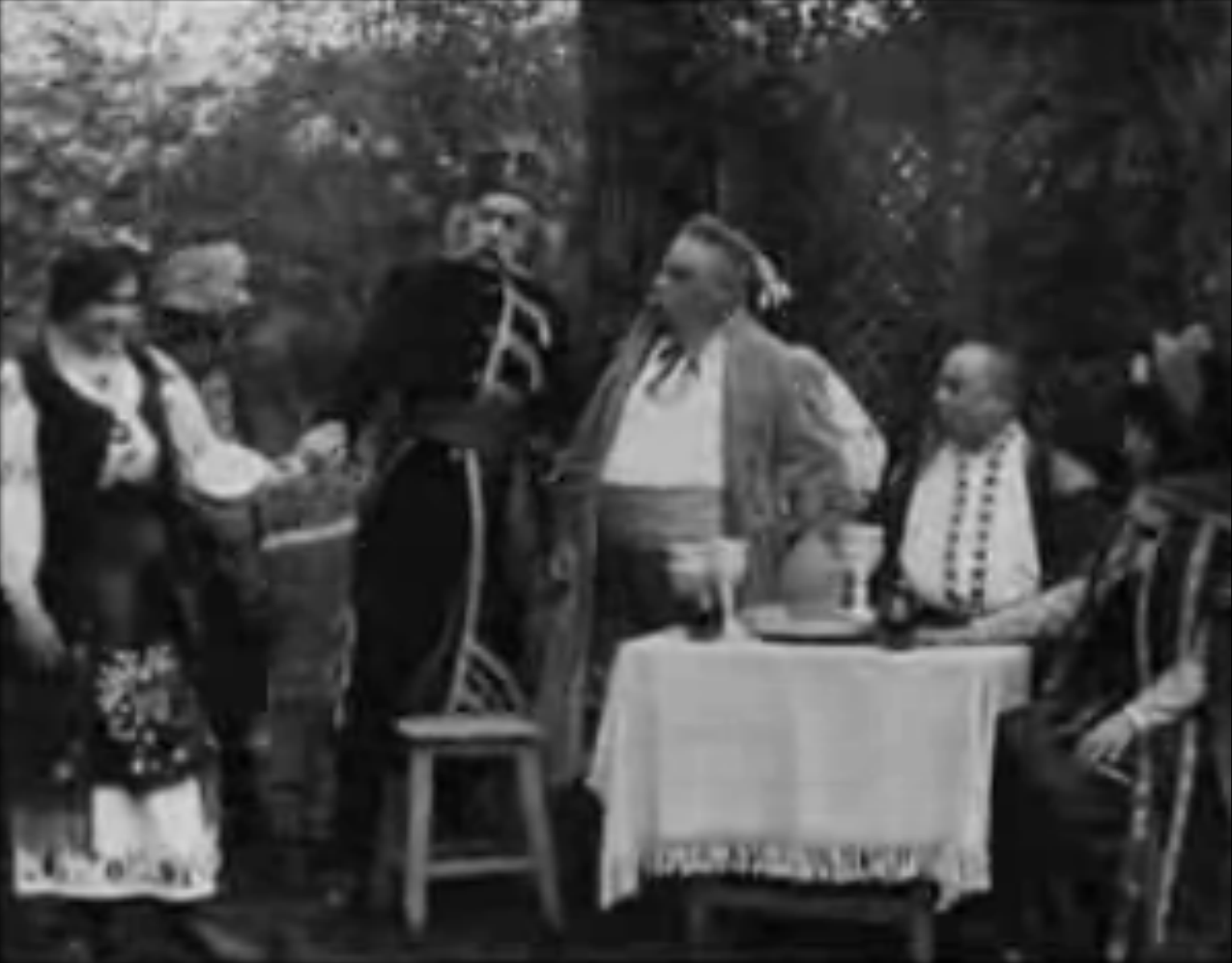
Un fotogramma del film

Mazepa (Мазепа) è un cortometraggio muto del 1909 diretto da Vasilij Michajlovič Gončarov.